# Xing’an (köpinghuvudort i Kina, Hebei Sheng, lat 38,02, long 114,91)
Xing'an är en köpinghuvudort i Kina. Den ligger i provinsen Hebei, i den norra delen av landet, omkring 240 kilometer sydväst om huvudstaden Peking. Antalet invånare är 50 703. Befolkningen består av 25 261 kvinnor och 25 442 män. Barn under 15 år utgör 14,0 %, vuxna 15-64 år 77 %, och äldre över 65 år 8,0 %.
Runt Xing'an är det tätbefolkat, med 913 invånare per kvadratkilometer. Närmaste större samhälle är Beisu, 18,1 km nordväst om Xing'an. Trakten runt Xing'an består till största delen av jordbruksmark.
Genomsnittlig årsnederbörd är 656 millimeter. Den regnigaste månaden är juli, med i genomsnitt 218 mm nederbörd, och den torraste är januari, med 4 mm nederbörd.